# Кафедральний собор Сантьяго
Катедральний собор Сантьяго (ісп. Catedral Metropolitana de Santiago) — резиденція архієпископа Сантьяго та головний храм відповідної архієпархії. Розташований в історичному центрі столиці Чилі.
Будівництво споруди в бароковому стилі розпочалося 1753 року і завершилося 1799. Архітектором собору був італієць Джоакіно Тоеска. Наприкінці XIX століття собор зазнав змін, що надало йому сучасного неокласичного вигляду. Тоді ж були добудовані дві вежі на фасаді споруди. З XVI століття на місці сучасної споруди також зводилися собори, проте вони були знищені землетрусами.
Собор розташований в історичному центрі Сантьяго на північному заході від Пласа-де-Армас. Поруч знаходиться палац архієпископа Сантьяго. Неподалік також розташована парафія Ель-Саграріо — національна пам'ятка Чилі.
Оскільки Сантьяго розташований на лінії розлому Атакама, місто часто потерпає від землетрусів. На відміну від інших історичних будівель Сантьяго, Катедральний собор був побудований без урахування цієї загрози, тому зазнавав пошкоджень кілька разів. Для того щоб перевірити, чи потрібні деякі структурні оновлення собору, які б захистили його від землетрусу, 2018 року були проведені випробування. Вони також були потрібні для того, щоб безпечно проводити ремонтні роботи.
1951 року собор отримав статус національної історичної пам'ятки Чилі.

## Галерея

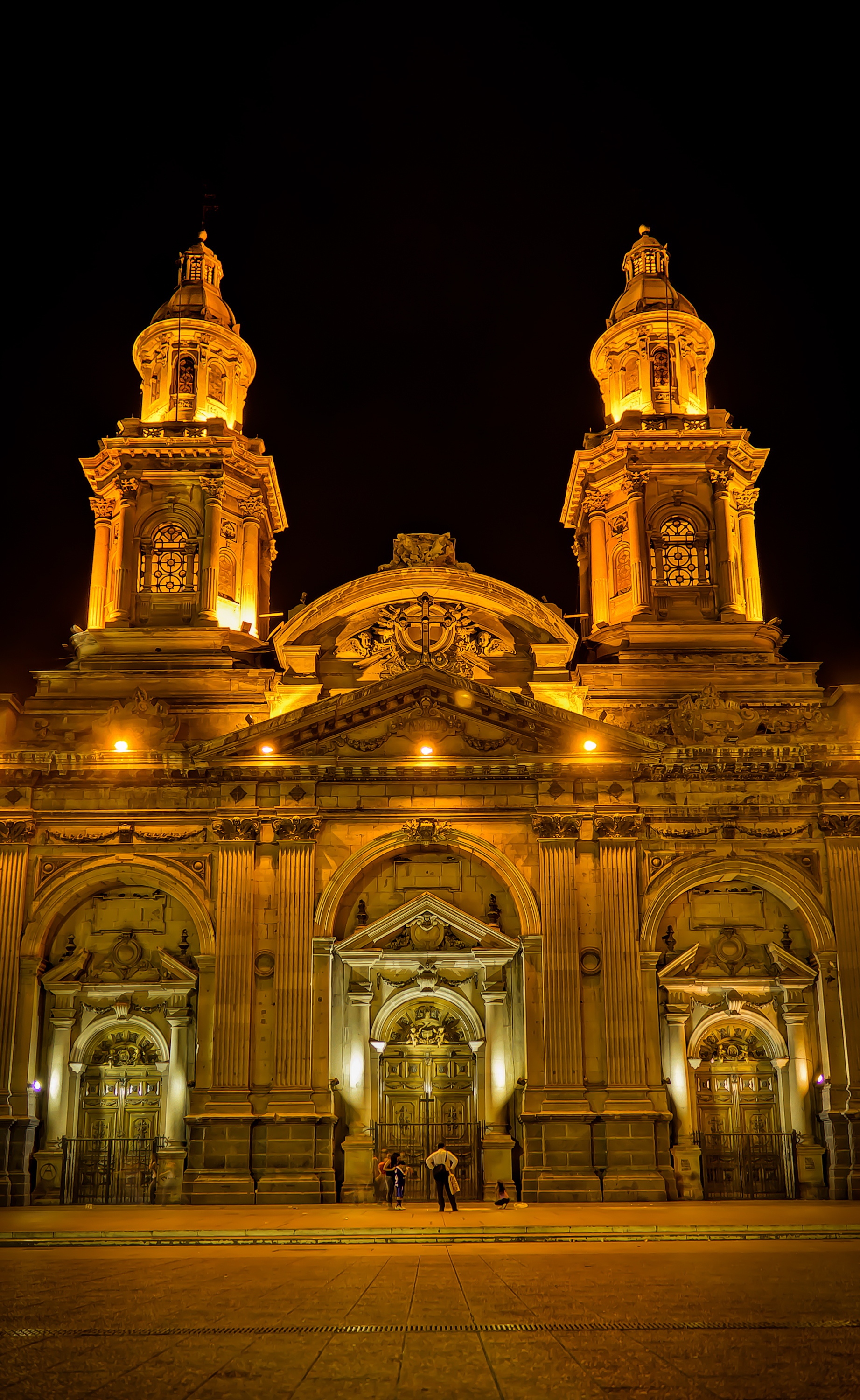
Собор уночі
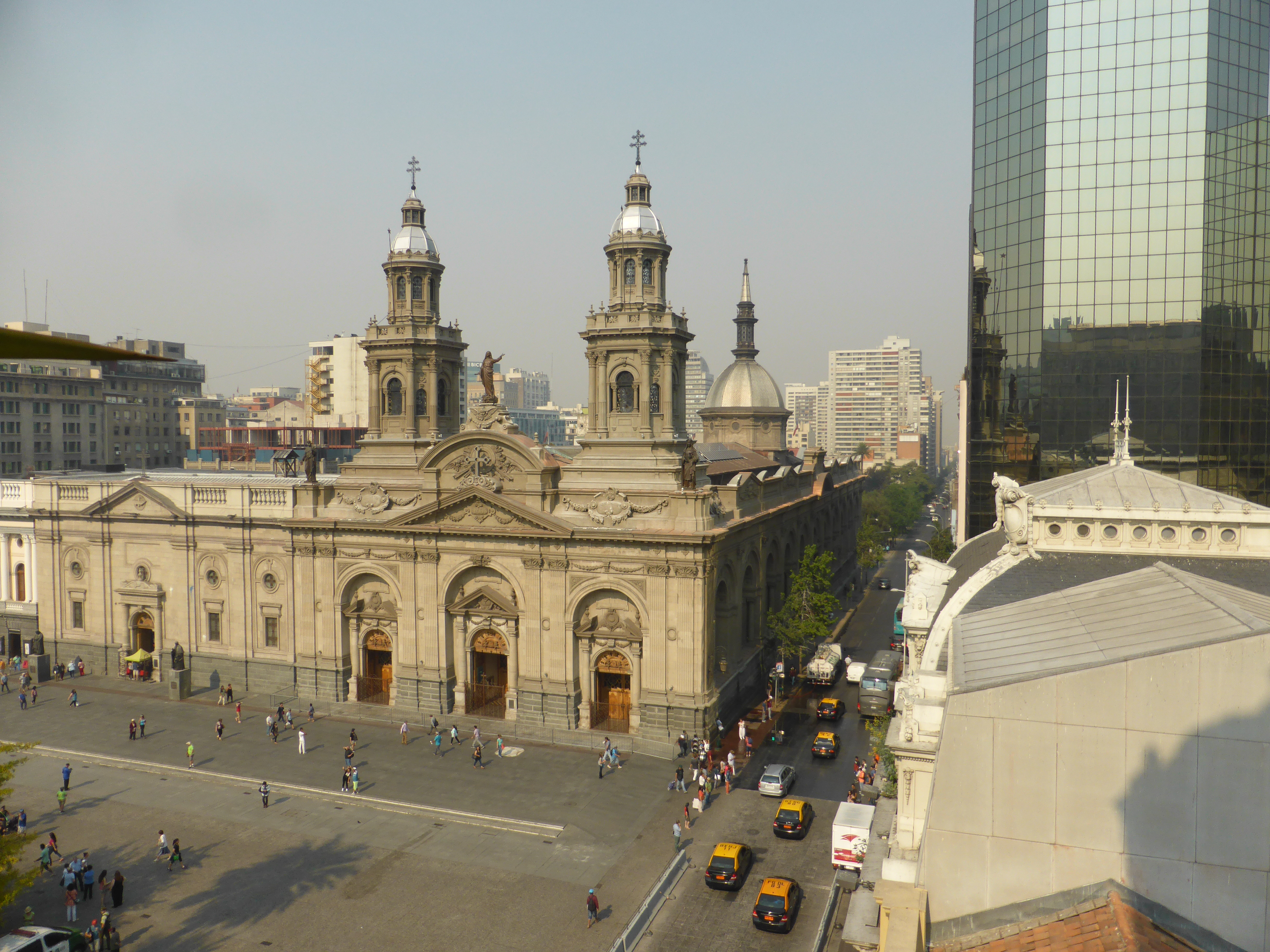
Краєвид собору та хмарочоса поруч з даху Національного історичного музею Чилі
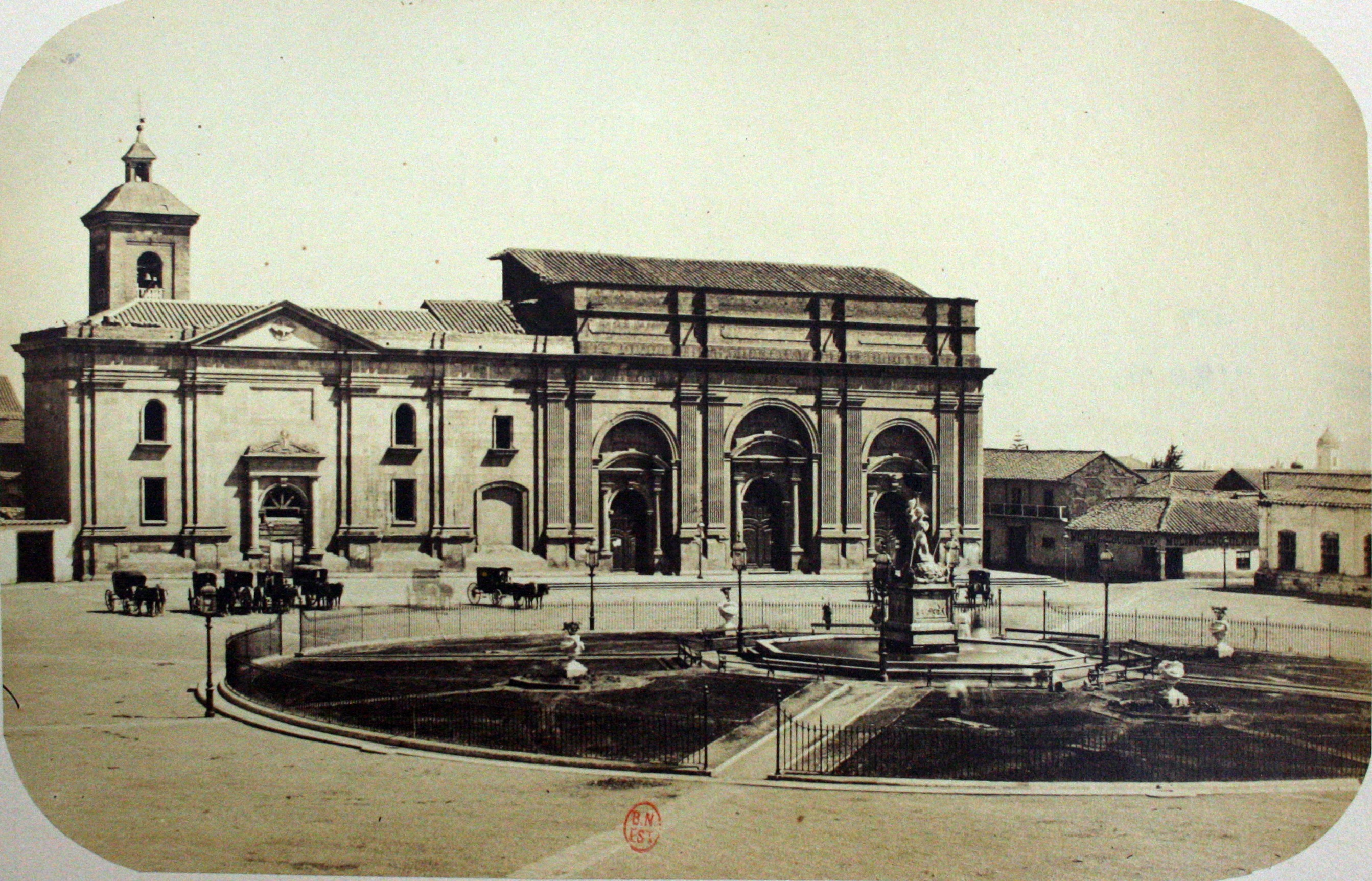
Собор у 1860-1870-х роках
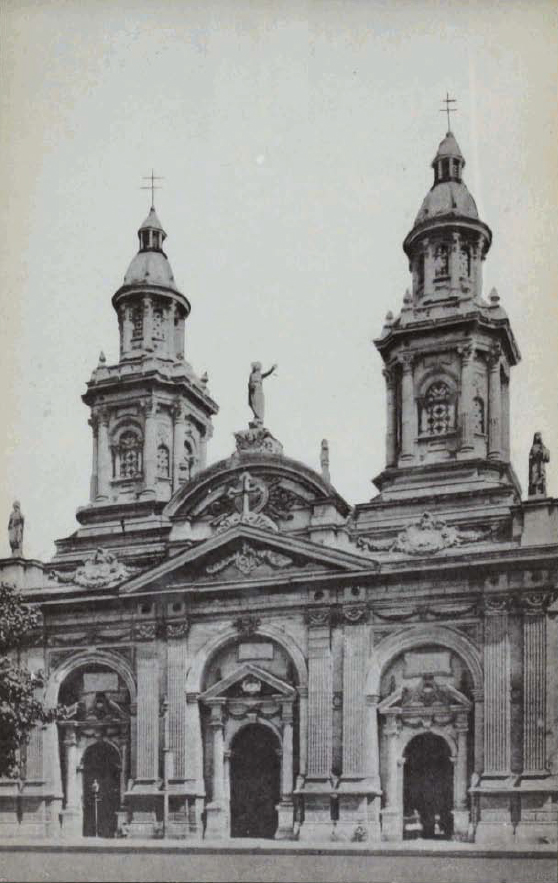
Фото 1915 року
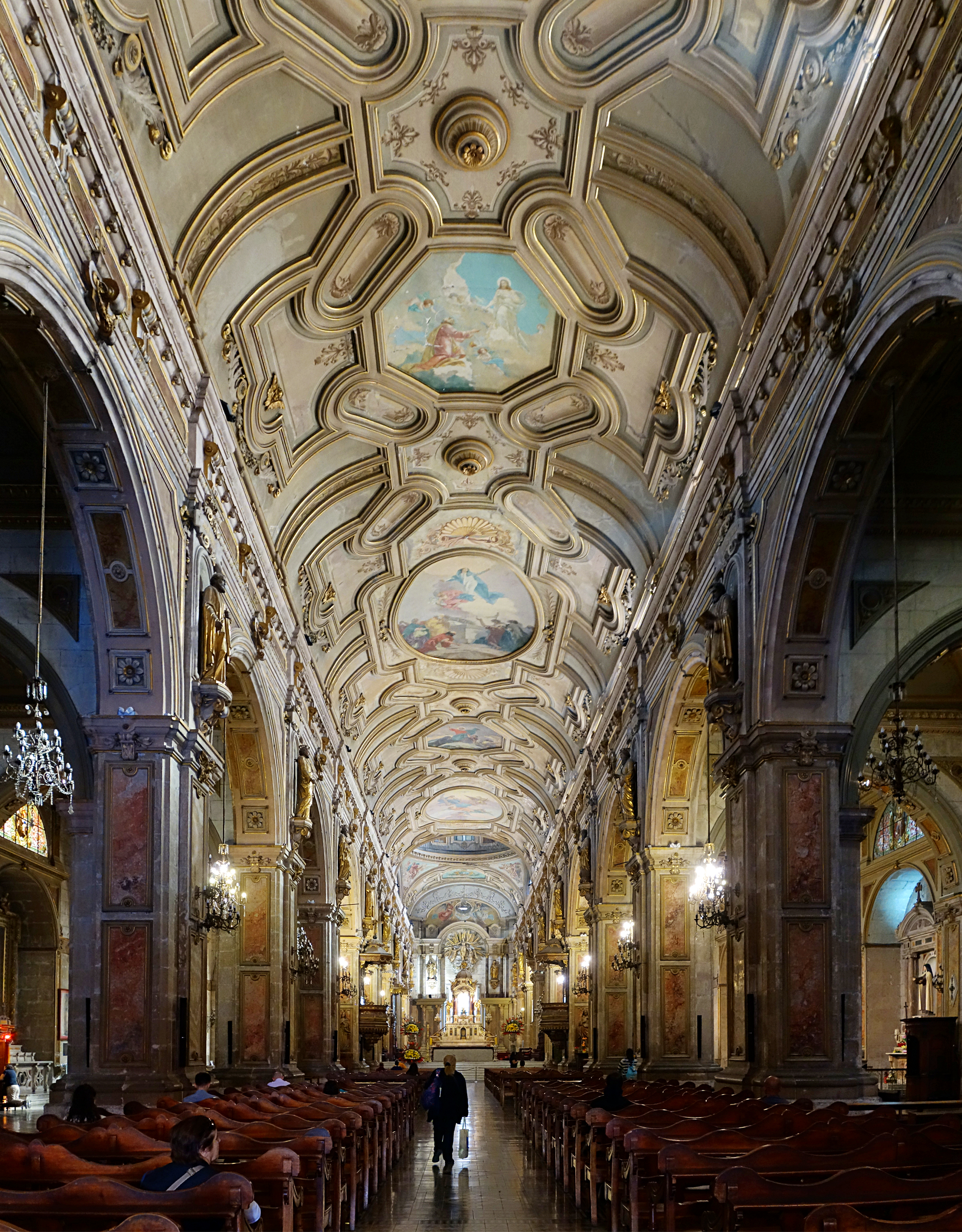
Центральна нава
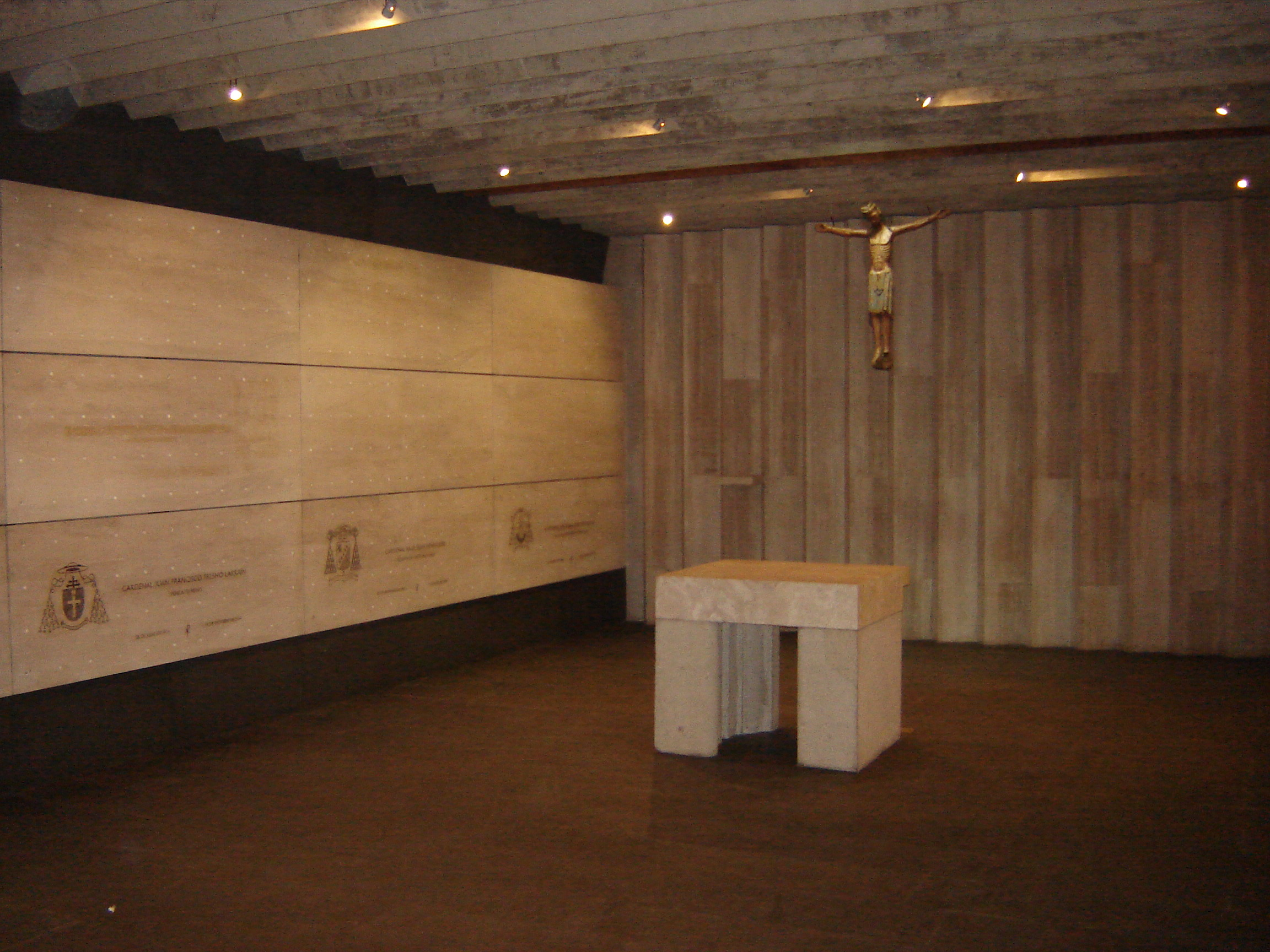
Архієпископська крипта
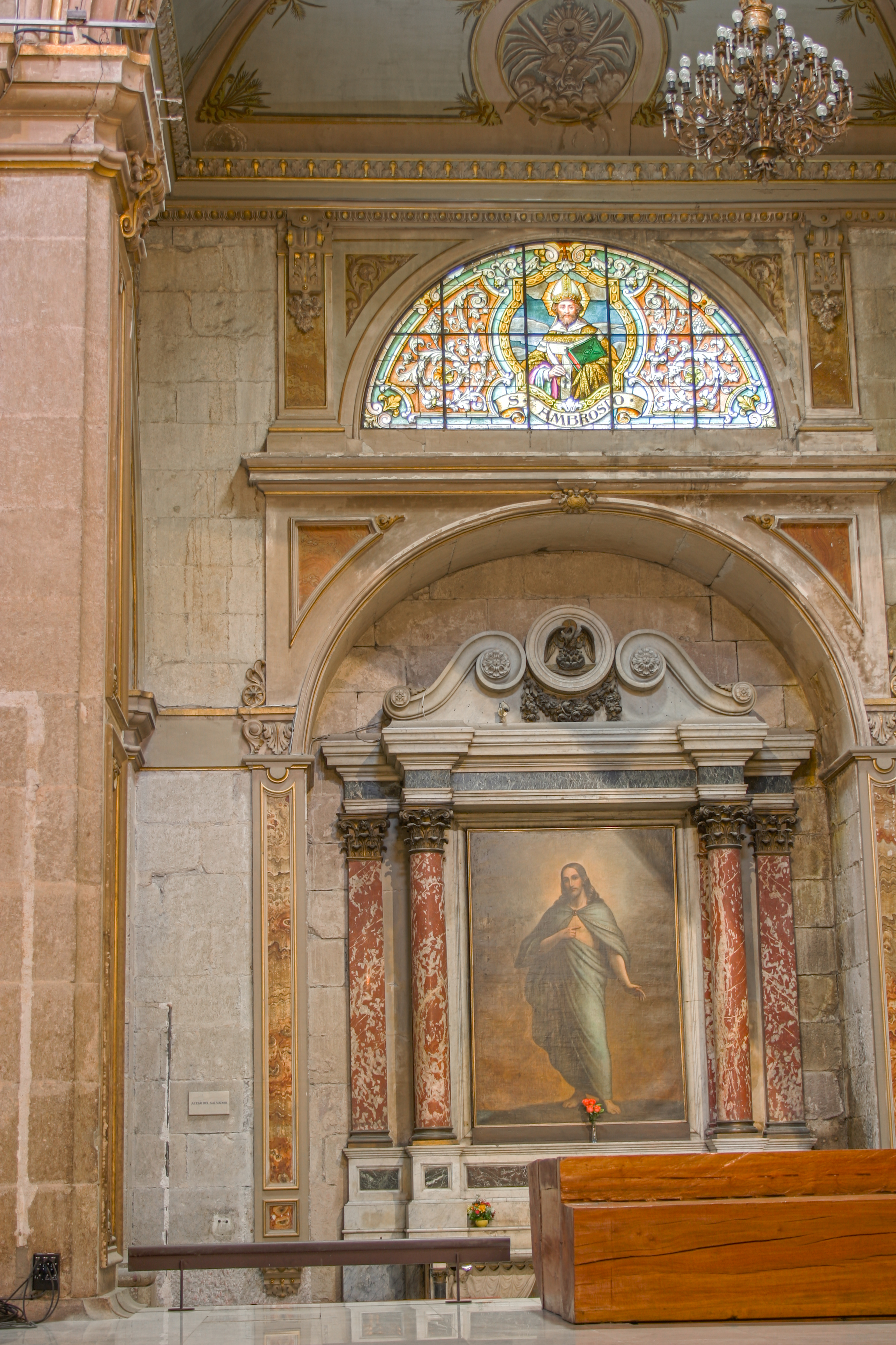
Вівтар Ісуса Христа
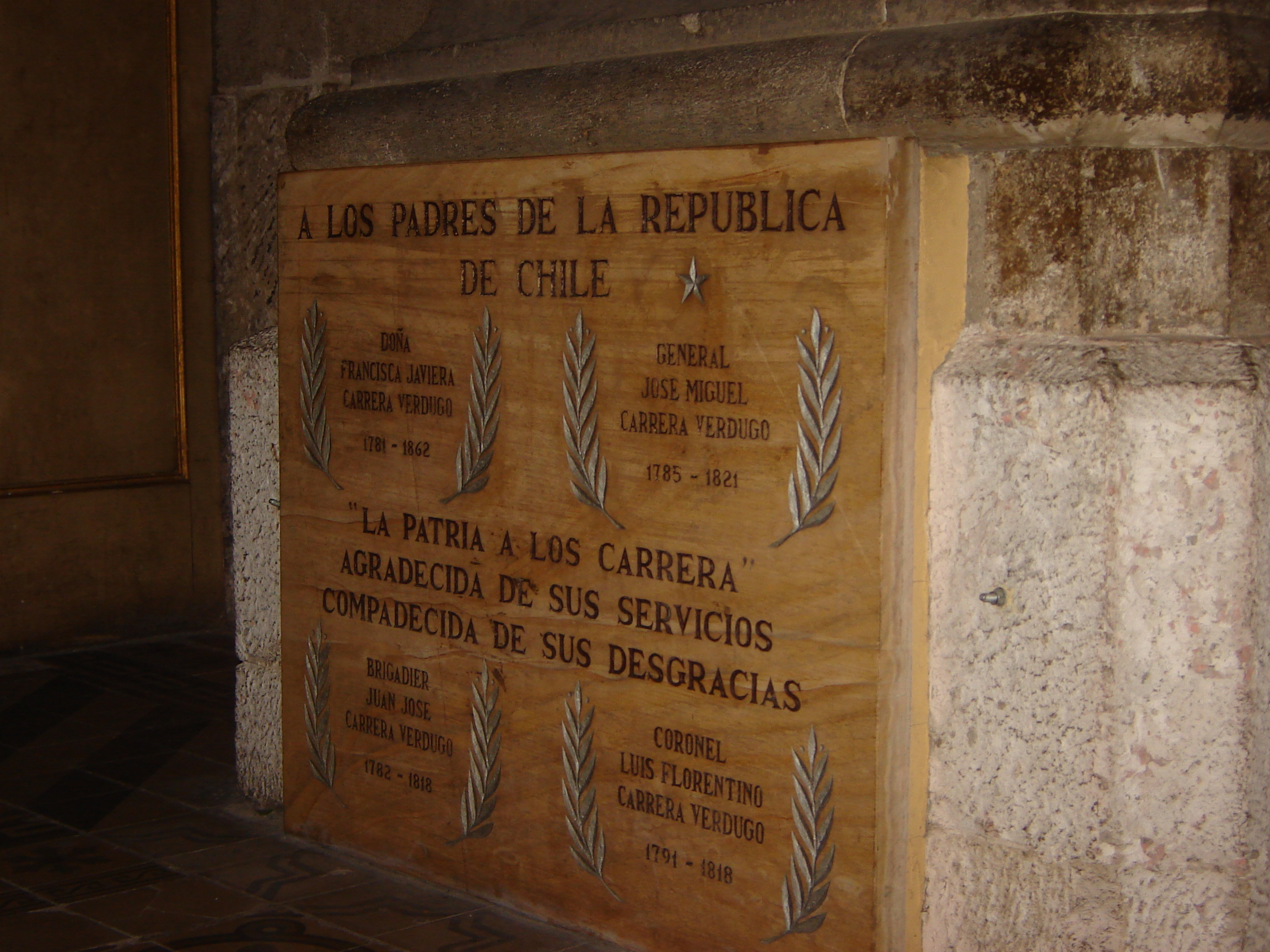
Поховання братів (Хосе Мігель, Хуан, Луїс) та сестри Каррер
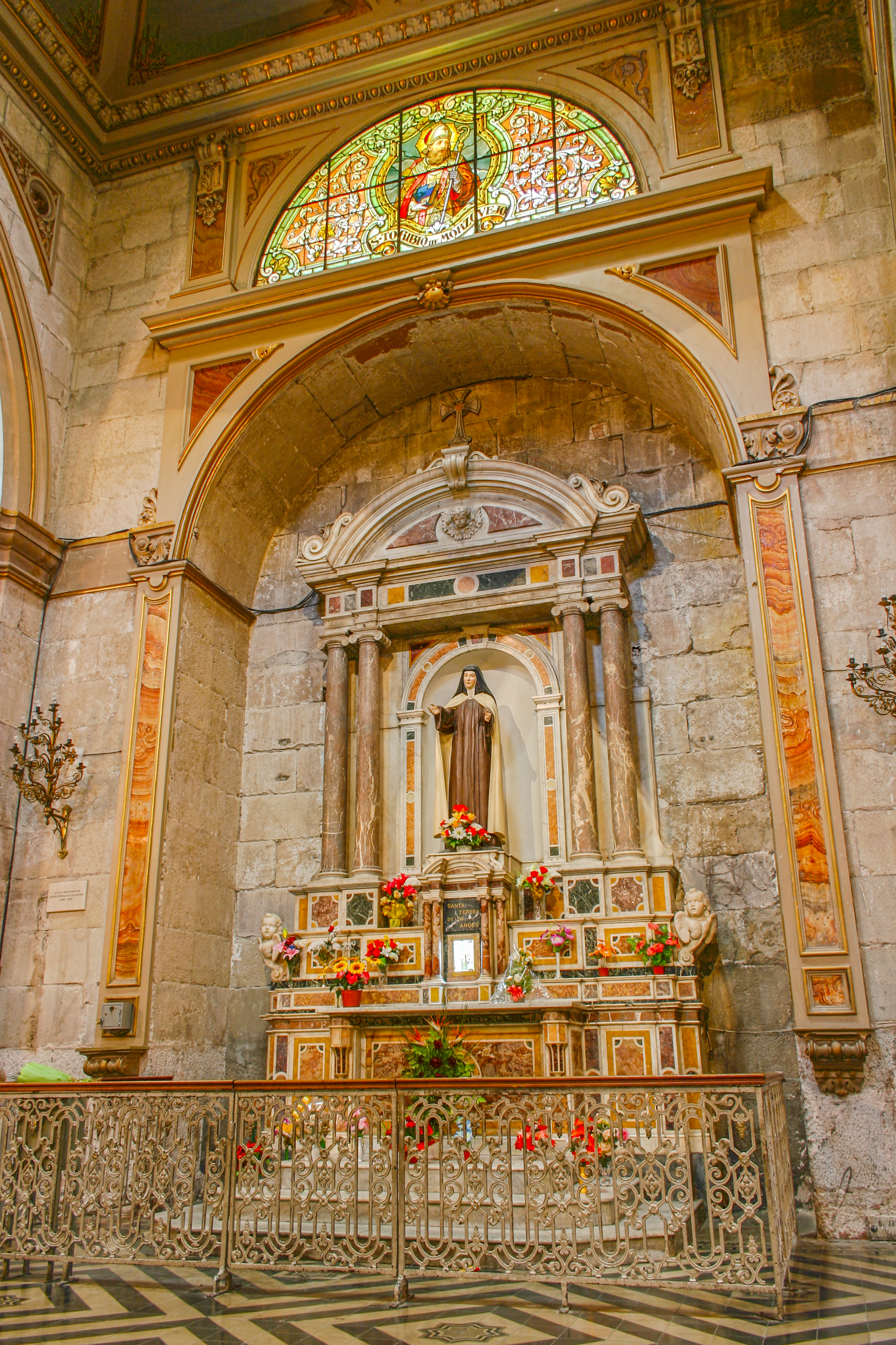
Вівтар святої Терези Андської
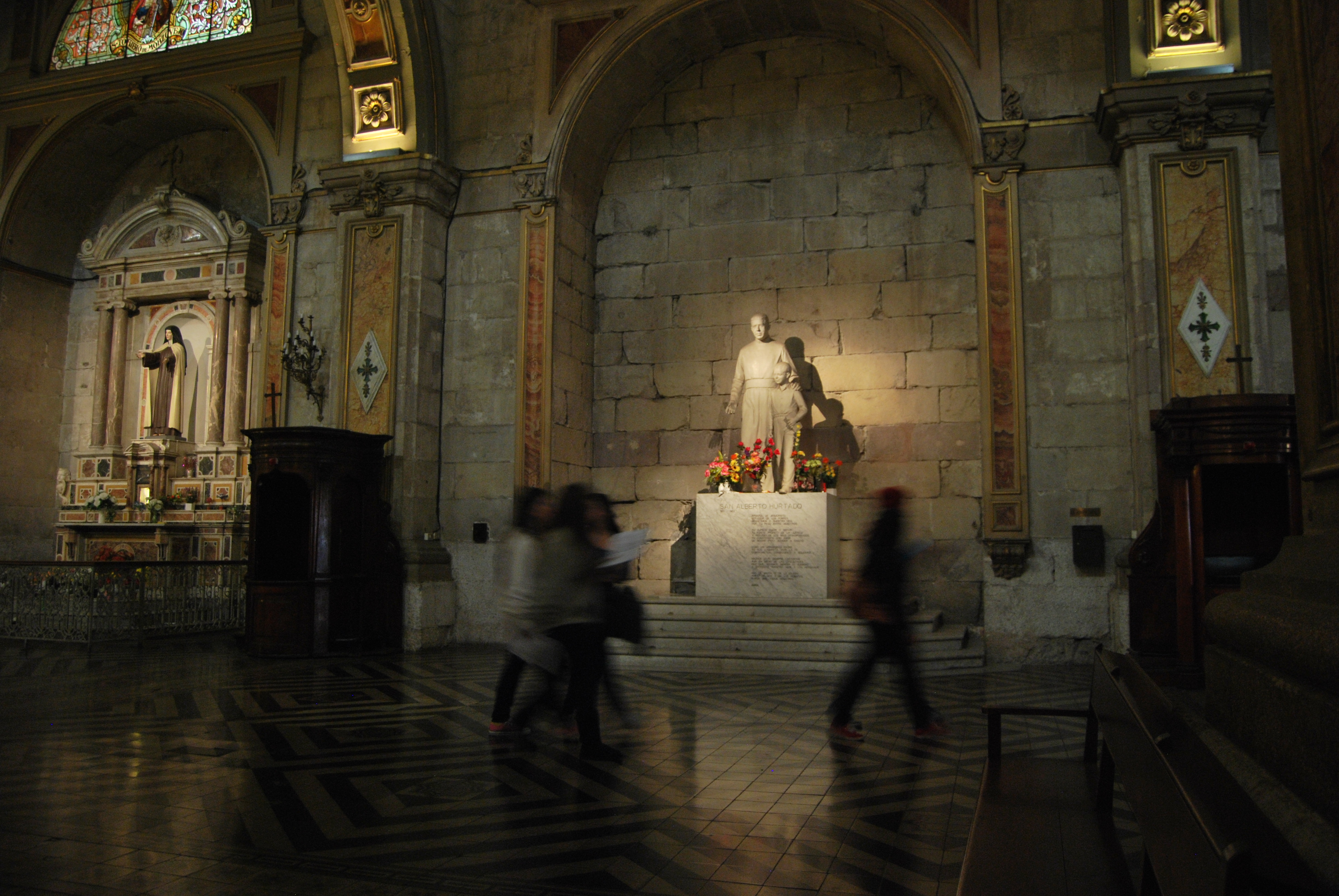
Вівтар святого Альберто Уртадо
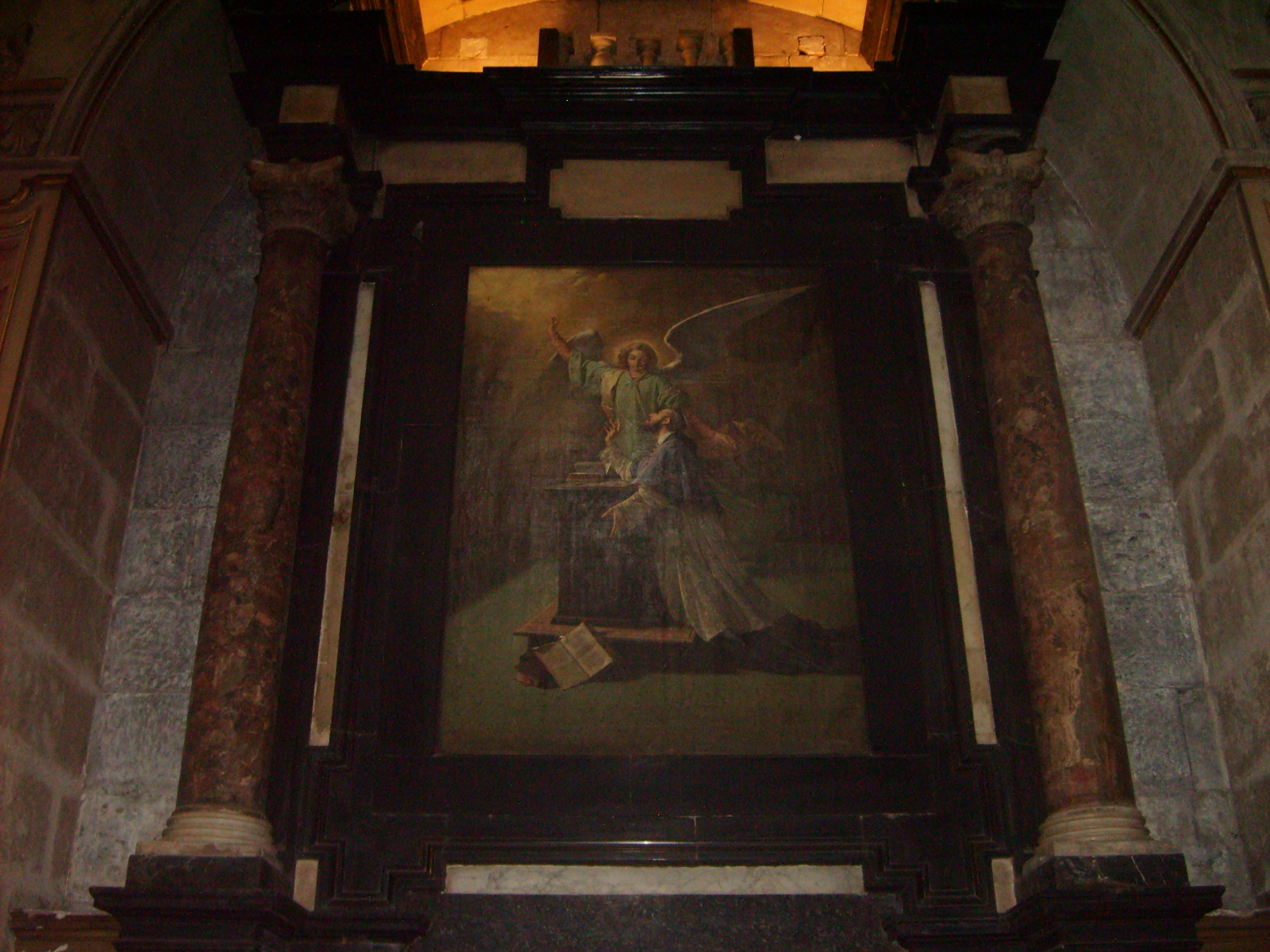
Вівтар святого Франциска Салезького
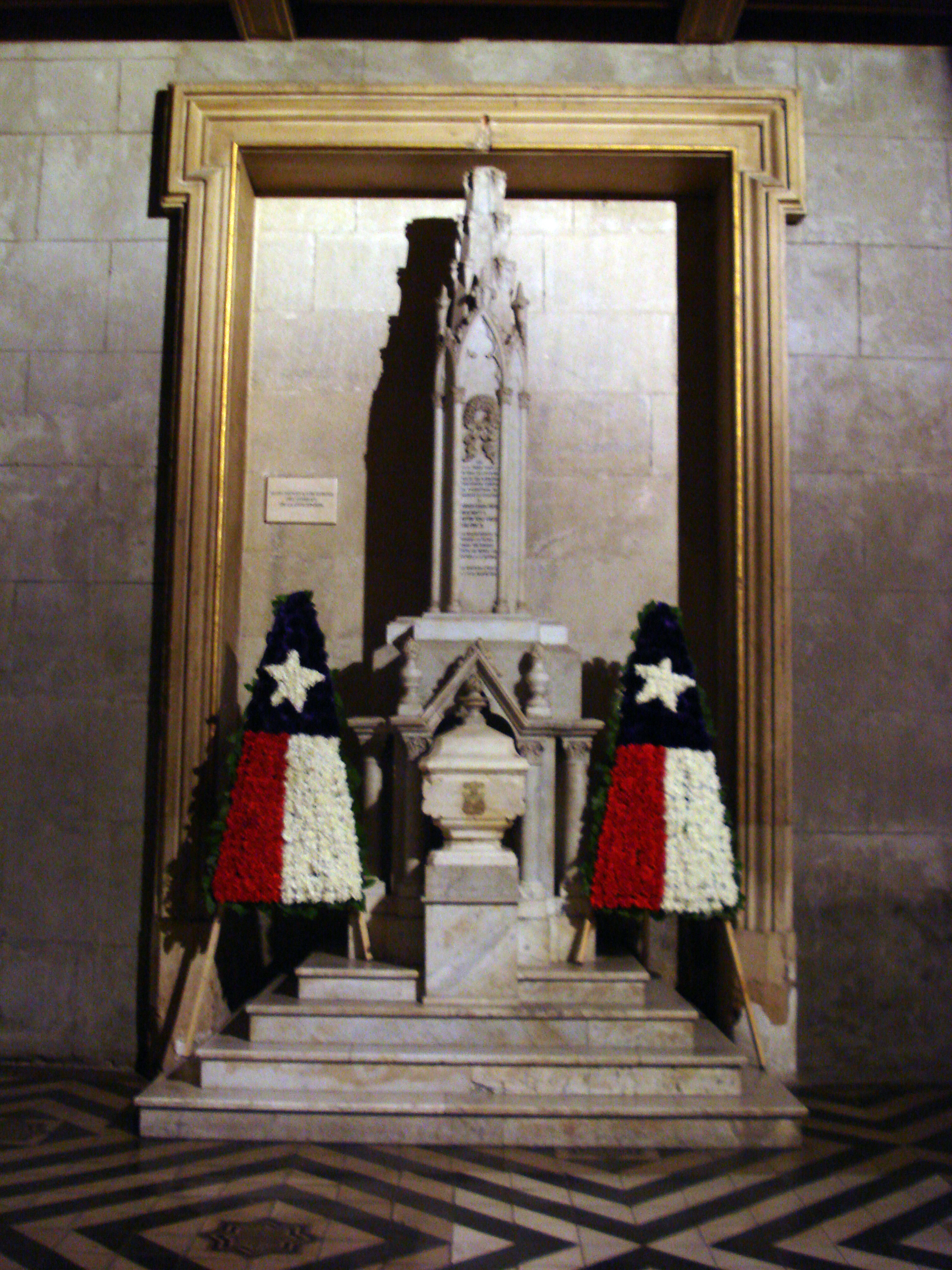
Монумент героям битви під Консепсьйоном
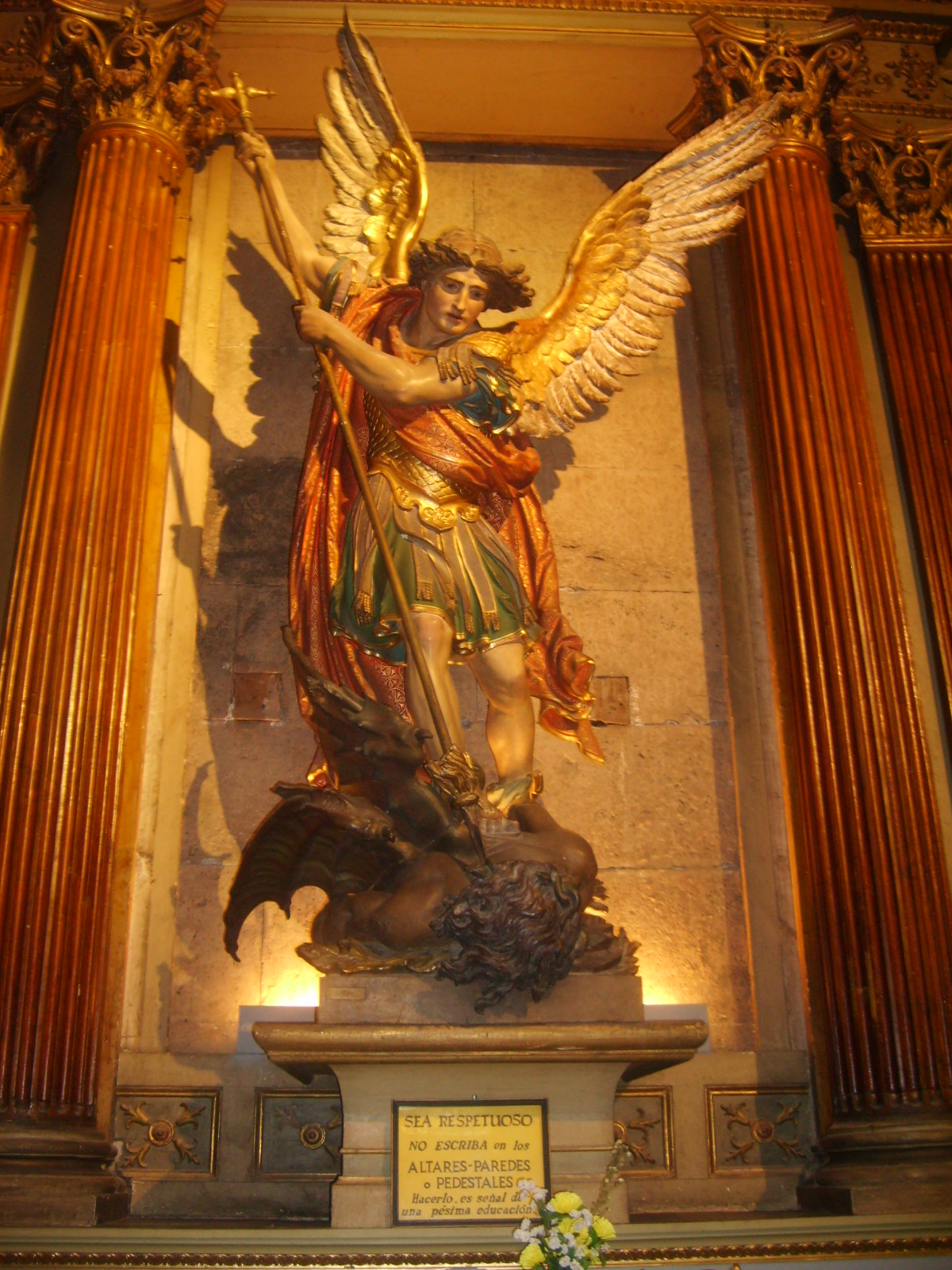
Вівтар святого архангела Михаїла
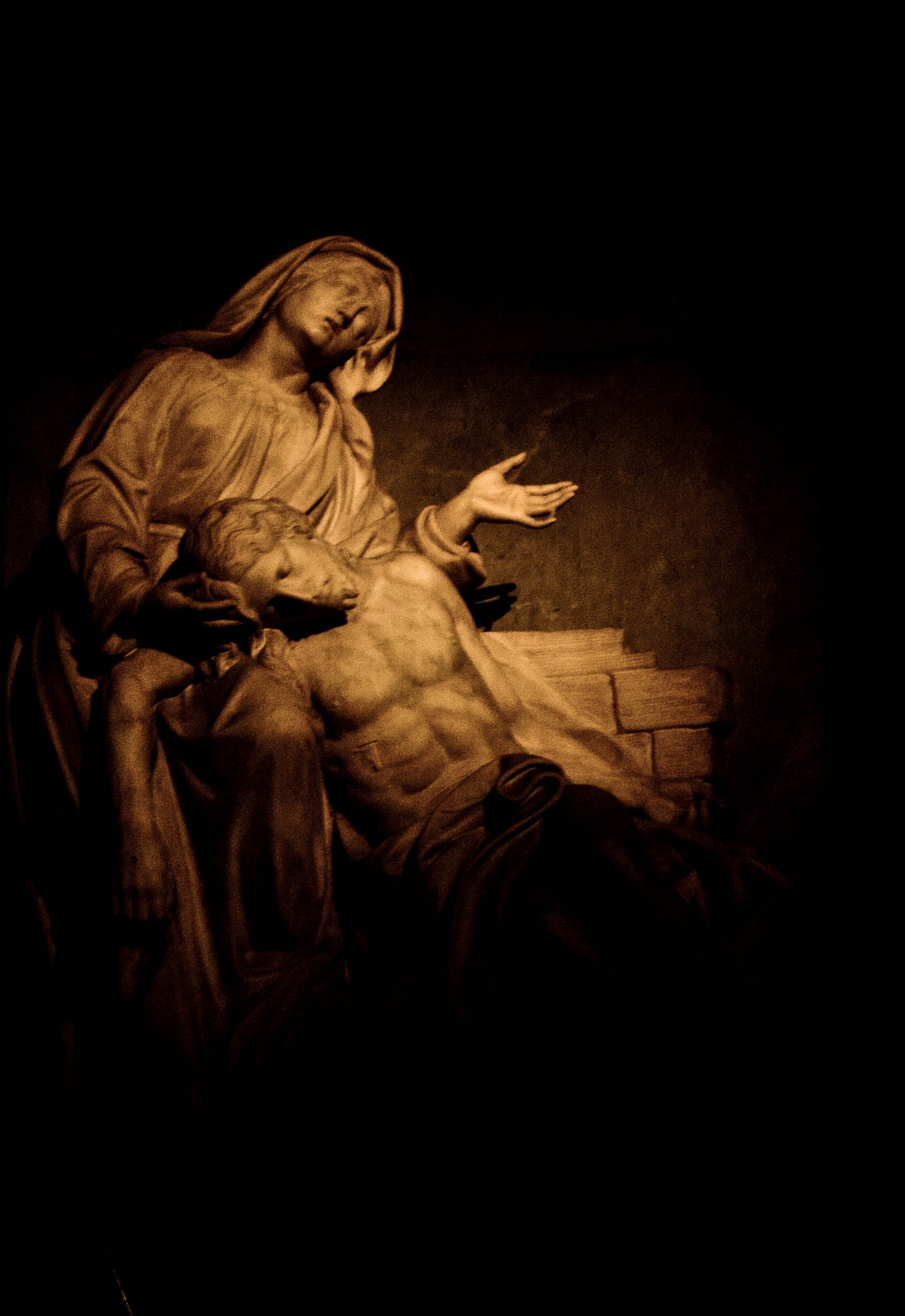
Вівтар Богородиці Скорботної
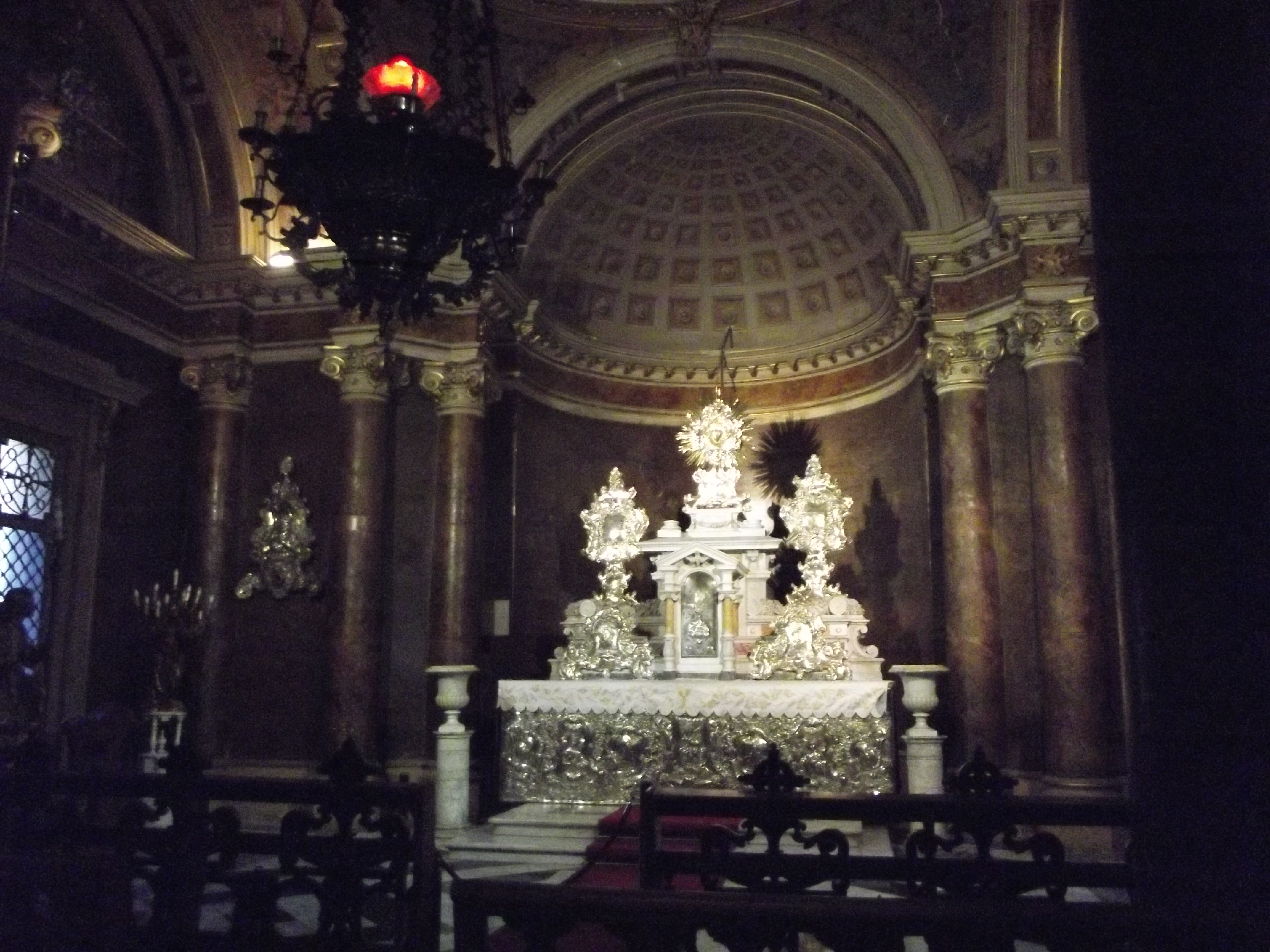
Каплиця блаженних (ісп. Capilla del Santísimo)
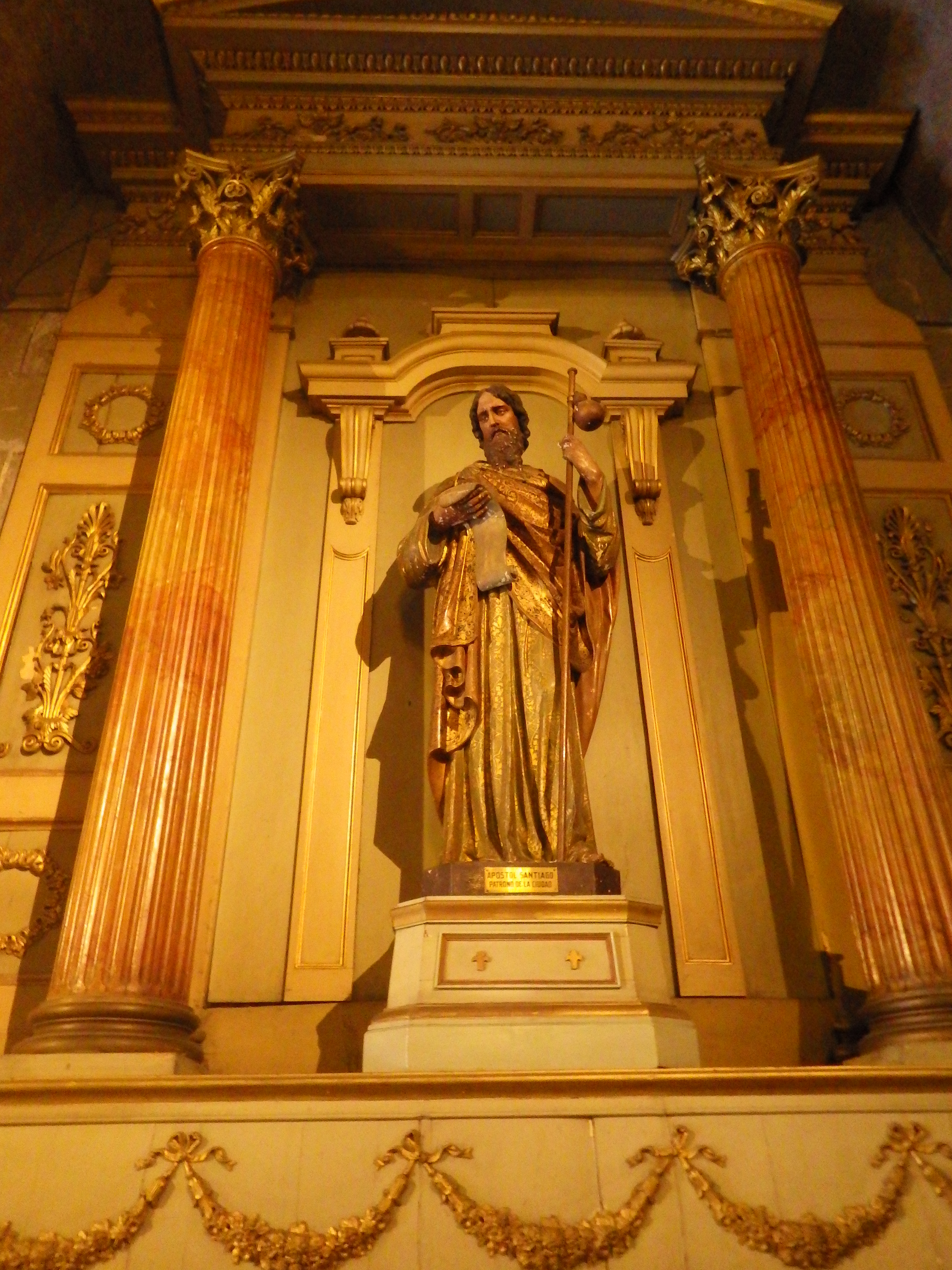
Вівтар Йосипа Назаретського